# Université d'Aruba
L'université d'Aruba (en néerlandais : Universiteit van Aruba) est une université néerlandaise située à Oranjestad, capitale de l'île d'Aruba aux Caraïbes. Elle est fondée en 1988.

## Enseignement
L'université dispense un enseignement du premier cycle et du troisième cycle dans quatre facultés :
- droit ;
- comptabilité, finance et marketing ;
- études de gestion de l'accueil et du tourisme ;
- arts et sciences.